# Thomas Vollmoeller
Thomas Vollmoeller (* 1960) ist ein deutscher Manager. Von 2012 bis 2020 war er Vorstandsvorsitzender der New Work SE.

## Leben
Vollmoeller studierte Wirtschaftswissenschaften an der Universität Stuttgart Hohenheim und an der Business School der University of California, Los Angeles. Seine universitäre Ausbildung begann 1981 mit einem dualen Studium zum Betriebswirt (BA) bei IBM Deutschland. Elf Jahre später promovierte er 1992 an der Universität St. Gallen.
Seine berufliche Karriere begann er zwischen 1988 und 1997 als Berater bei McKinsey. Von 1998 bis 2003 bekleidete Vollmoeller diverse Positionen bei Tchibo, wo er zwischen 2003 und 2008 Vorstand für Finanzen war. Zwischen 2008 und 2012 übernahm Vollmoeller den Vorstandsvorsitz der Valora Gruppe. Seit 2015 ist Vollmoeller im Aufsichtsrat der Ravensburger AG, seit 2012 Verwaltungsratsmitglied der Conrad Electronic SE und seit 2020 Aufsichtsratsvorsitzender der eDreams ODIGEO S.A. Er machte zwischen Oktober und Dezember 2016 ein dreimonatiges Sabbatical.
Vollmoeller ist verheiratet und Familienvater.